# 新潟県庁
新潟県庁（にいがたけんちょう）は、地方公共団体である新潟県の行政機関（役所）である。

## 概要
広範な面積を有する新潟県では、地方の出先機関として県内12か所に「地域振興局」を設けている。

## 沿革
- 1868年11月25日 - 越後府を新潟府に改称。
- 1869年4月3日 - 新潟府を新潟県に改称。
- 1869年9月3日 - 越後府と新潟県を合併し、水原県を設置。
- 1870年4月7日 - 水原県を廃止し、新潟県を設置。新潟に県庁（旧新潟奉行所）を置く。
- 1880年8月28日 - 県庁を東中通（現在の新潟市中央区東中通）に移転。
- 1886年5月25日 - 現在の新潟県域が確定する。
- 1932年 - 新潟市学校町（現在の新潟市中央区学校町通）に県庁舎を竣工。
- 1985年 - 新潟市新光町（現在の新潟市中央区）に現在の県庁舎が竣工する。

## 主な組織
ここでは主な組織を記載する。以下、右にある[表示]をクリックすると一覧表示される。
- 知事 - 副知事
  - 知事部局
    - 知事政策局 - 広報広聴課
    - 総務部
    - 環境局
    - 防災局 - 消防防災航空隊
    - 福祉保健部
    - 産業労働部
    - 観光文化スポーツ部
    - 農林水産部
    - 農地部
    - 交通政策局
    - 土木部 - 都市局
    - 出納局
    - 企業局
    - 病院局 - がんセンター新潟病院
    - 県議会
    - 選挙管理委員会
    - 監査委員
    - 人事委員会
    - 労働委員会
    - 海区漁業調整委員会
    - 内水面漁場管理委員会
    - 収用委員会
    - 教育委員会
    - 公安委員会
      - 警察本部

## 地域振興局

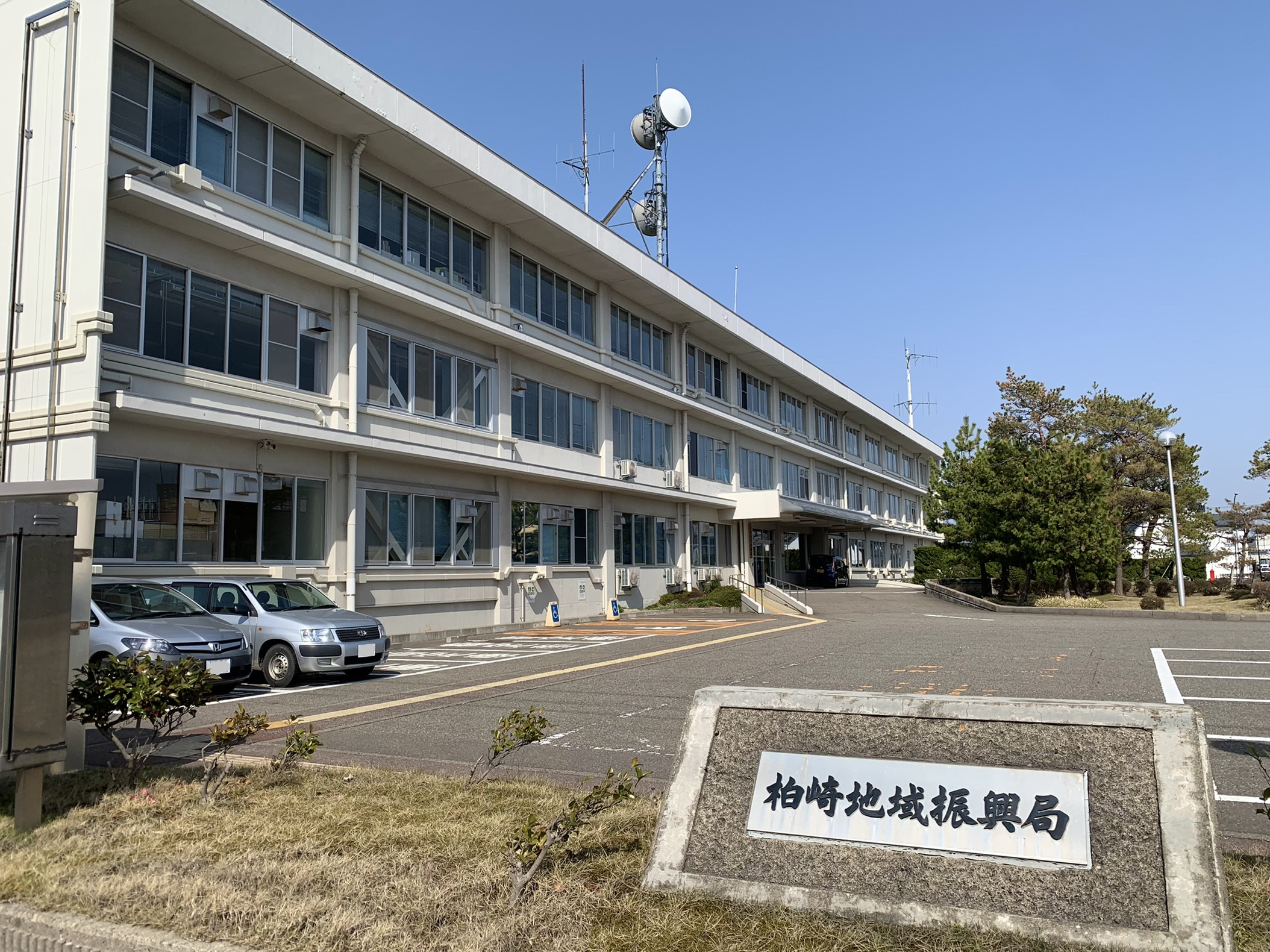
柏崎地域振興局

地域振興局は12か所に設置されており、県税・地域振興・土木・農林振興部門などが組織されている。また、保健所や児童相談所を併設している地域振興局もある。
2002年（平成14年）4月に佐渡地域振興局が設置されたのを皮切りに、2004年（平成16年）4月に村上・新発田・長岡・小出・六日町・十日町・柏崎・上越・糸魚川の各地域振興局が設置、その後2006年（平成18年）4月に新潟と三条が加わって全県が地域振興局体制になった。
- 新潟地域振興局（新潟市東区）
- 村上地域振興局（村上市）
- 新発田地域振興局（新発田市）
- 三条地域振興局（三条市）
- 長岡地域振興局（長岡市）
- 魚沼地域振興局（魚沼市） ※2005年4月に小出地域振興局から改称[4]
- 南魚沼地域振興局（南魚沼市） ※2005年4月に六日町地域振興局から改称[4]
- 十日町地域振興局（十日町市）
- 柏崎地域振興局（柏崎市）
- 上越地域振興局（上越市）
- 糸魚川地域振興局（糸魚川市）
- 佐渡地域振興局（佐渡市）